# Skulefestivalen

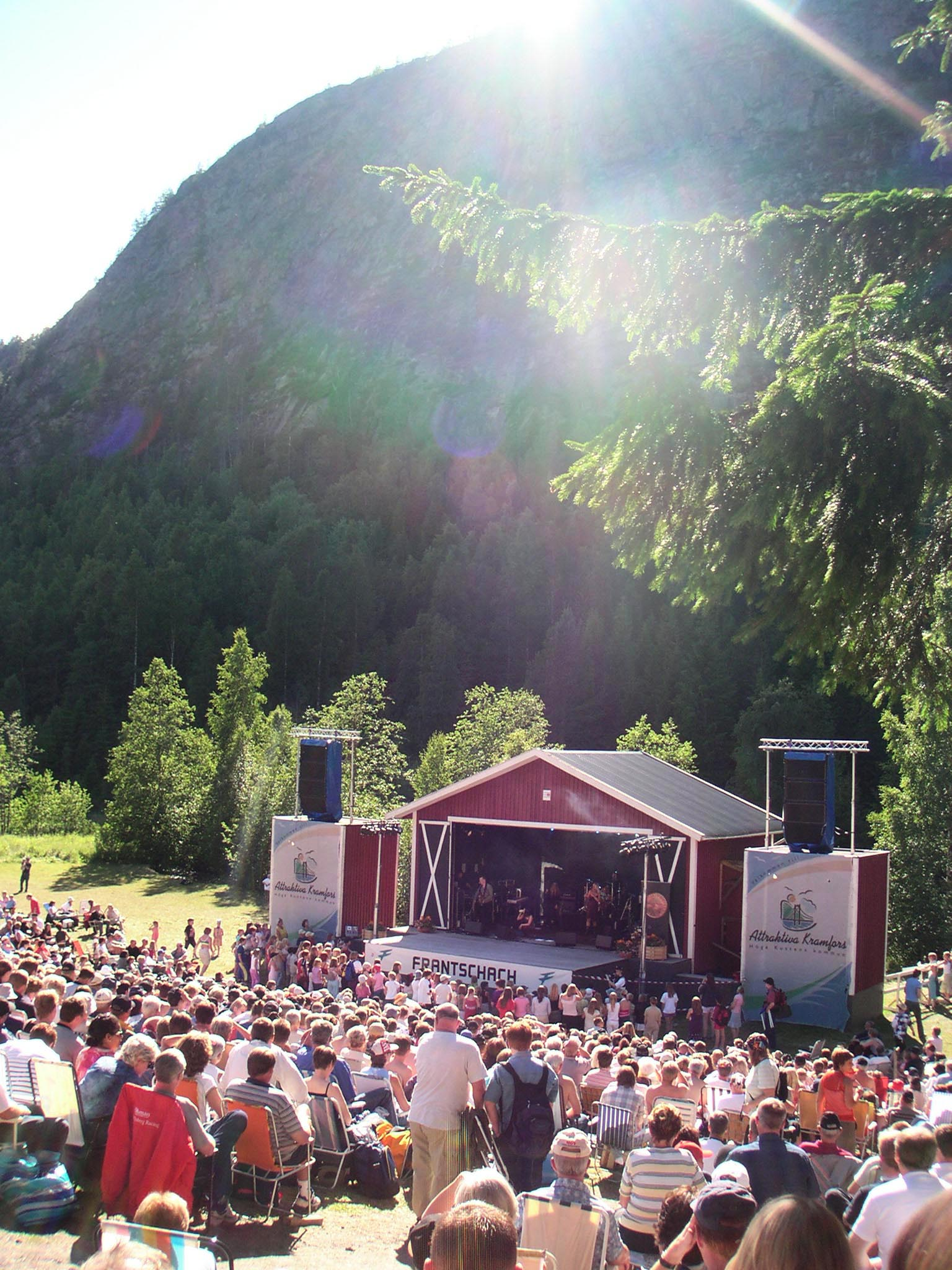
Skulebergets friluftsteater var festivalplatsen innan den nya scenen stod klar.

Skulefestivalen är sedan 1984 en årligen återkommande musikfestival vid Skuleberget i Docksta, kring 40 kilometer söder om Örnsköldsvik. Festivalen genomförs under ett veckoslut i början av juli och arrangeras av Docksta Bordtennisklubb.
Under åren 1984-2008 var det en tredagsfestival, medan det från och med 2009 blivit en tvådagarsfestival (fredag-lördag). Länge gick arrangemanget under namnet Visfestivalen, men sedan 2001 heter den Skulefestivalen.
År 2004 stod en ny permanent, stor utescen klar på festivalplatsen.

## Artister och grupper (urval)
- Amanda Jenssen
- Babben Larsson
- Carl-Johan Vallgren
- Cornelis Vreeswijk
- Darin
- Eldkvarn
- Evert Ljusberg
- Fred Åkerström
- Helen Sjöholm
- Jerry Williams
- Jill Johnson
- Lasse Berghagen
- Lill-Babs
- Maria Möller
- Mikael Wiehe
- Miss Li
- Peter Carlsson & Blå Grodorna
- Pugh Rogefeldt
- Ronny Eriksson & Euskefeurat
- Tomas Ledin
- Tommy Körberg
- Veronica Maggio